# Héliodon
 (juin 2025).

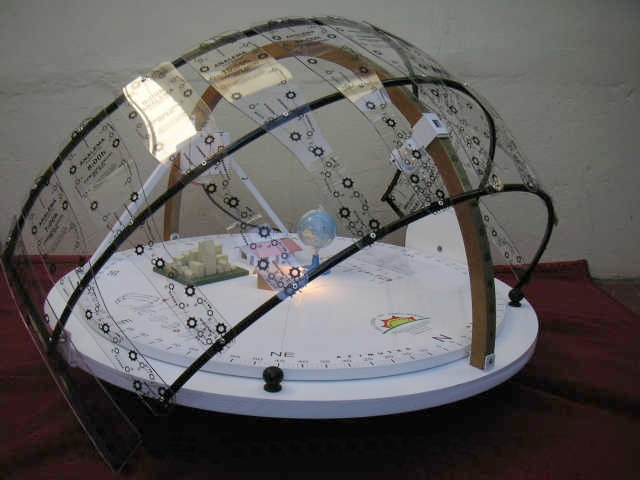
L'héliodon d'Analemas

Une animation d'héliodon

Un héliodon est un dispositif permettant d'ajuster l'angle entre une surface plane et un faisceau lumineux pour correspondre à l'angle entre un plan horizontal à une latitude spécifique et le faisceau solaire.
Les héliodons sont principalement utilisés par les étudiants et professionnels en architecture. En plaçant un modèle de bâtiment sur la surface plane de l'héliodon et en ajustant l'angle lumière/surface, il est possible de voir à quoi ressemblerait le bâtiment dans le faisceau solaire tridimensionnel à différentes dates et heures de la journée.

## Historique
Dans les années 1950, Victor et Aladar Olgyay, du Princeton Architectural Laboratory, se sont intéressés à la production de techniques de conception de bâtiments adaptées au climat. Cherchant à créer les conditions physiologiques du confort humain par la conception architecturale, ils ont inventé le Thermohéliodon, un support isolé thermiquement et équipé d'un dôme, dans lequel on pourrait insérer des maquettes et les placer dans des conditions climatiques particulières, mesurées avec une grande précision. Même s'il n'a pas permis de remplir son objectif initial, le Thermohéliodon a débouché sur de nouvelles recherches sur la manière de réaliser une conception adaptative et efficace des bâtiments, et sur le développement des principes de la conception bioclimatique.
Au cours des années 1950, la Building Research Station (BRS) a conçu l'Héliodon dans le cadre de l'architecture tropicale et de l'architecture bioclimatique, dans le but d'améliorer les conditions de logement et de développer les ressources locales pour la construction dans les territoires coloniaux. Cet appareil visait, à l'aide d'un point lumineux, à reproduire la manière dont le flux lumineux du soleil éclaire des maquettes architecturales. On pouvait le déplacer et l'incliner pour obtenir la position précise du soleil à un jour, une heure ou un endroit du globe donné.
Dans les années 1960, Gershon Fruhling a créé un héliodon, qu'il a fait enregistrer auprès de l'Office des brevets des États-Unis. Il est constitué d'une plateforme créée pour accueillir une maquette du bâtiment dont on veut évaluer l'isolation. La plate-forme horizontale peut osciller sur un arbre vertical rotatif qui peut tourner sur son axe. La rotation permet des ajustements horaires et saisonniers, et fait pivoter la plateforme presque jusqu'à sa base. L'inclinaison du puits permet de l'adapter à différentes latitudes. Cet héliodon permet d'utiliser n'importe quelle source de lumière supplémentaire en plus du soleil, et de la maintenir stationnaire tout au long des observations.
Dans les années 1990, ont été inventés des héliodons modernes permettant des simulations plus rapides et offrant un niveau de précision plus élevé. Par exemple, le Laboratoire d'énergie solaire et de physique du bâtiment de l'EPFL (LESO-PB) à Lausanne a conçu un héliodon robotisé pour simuler la lumière directe pour n'importe quel endroit sur Terre. Combiné à un simulateur de balayage du ciel, il permet de prédire la distribution lumineuse sur un bâtiment tout au long de l'année.